# Neoterebra lucana
Neoterebra lucana é uma espécie de gastrópode do gênero Neoterebra, pertencente a família Terebridae.